# Livia ohioensis
Livia ohioensis är en insektsart som beskrevs av Caldwell 1938. Livia ohioensis ingår i släktet Livia och familjen rundbladloppor. Inga underarter finns listade i Catalogue of Life.